# Manfred Binz
Manfred Binz (Fráncfort del Meno, Alemania Federal, 22 de septiembre de 1965) es un exfutbolista alemán, se desempeñaba como defensa y fue internacional con la selección de fútbol de Alemania y disputó una Eurocopa.

## Clubes
| Club                | País     | Año       | Partidos | Goles |
| ------------------- | -------- | --------- | -------- | ----- |
| Eintracht Fráncfort | Alemania | 1985-1996 | 336      | 28    |
| Brescia             | Italia   | 1996-1998 | 44       | 3     |
| Borussia Dortmund   | Alemania | 1998-1999 | 13       | 0     |
| Kickers Offenbach   | Alemania | 1999-2002 | 68       | 7     |
| Eintracht Fráncfort | Alemania | 2002-2003 | 8        | 0     |
| KSV Klein-Karben    | Alemania | 2003      | 6        | 0     |

## Palmarés
Eintracht Frankfurt
- Copa de Alemania: 1988